# Plaza del Diamante

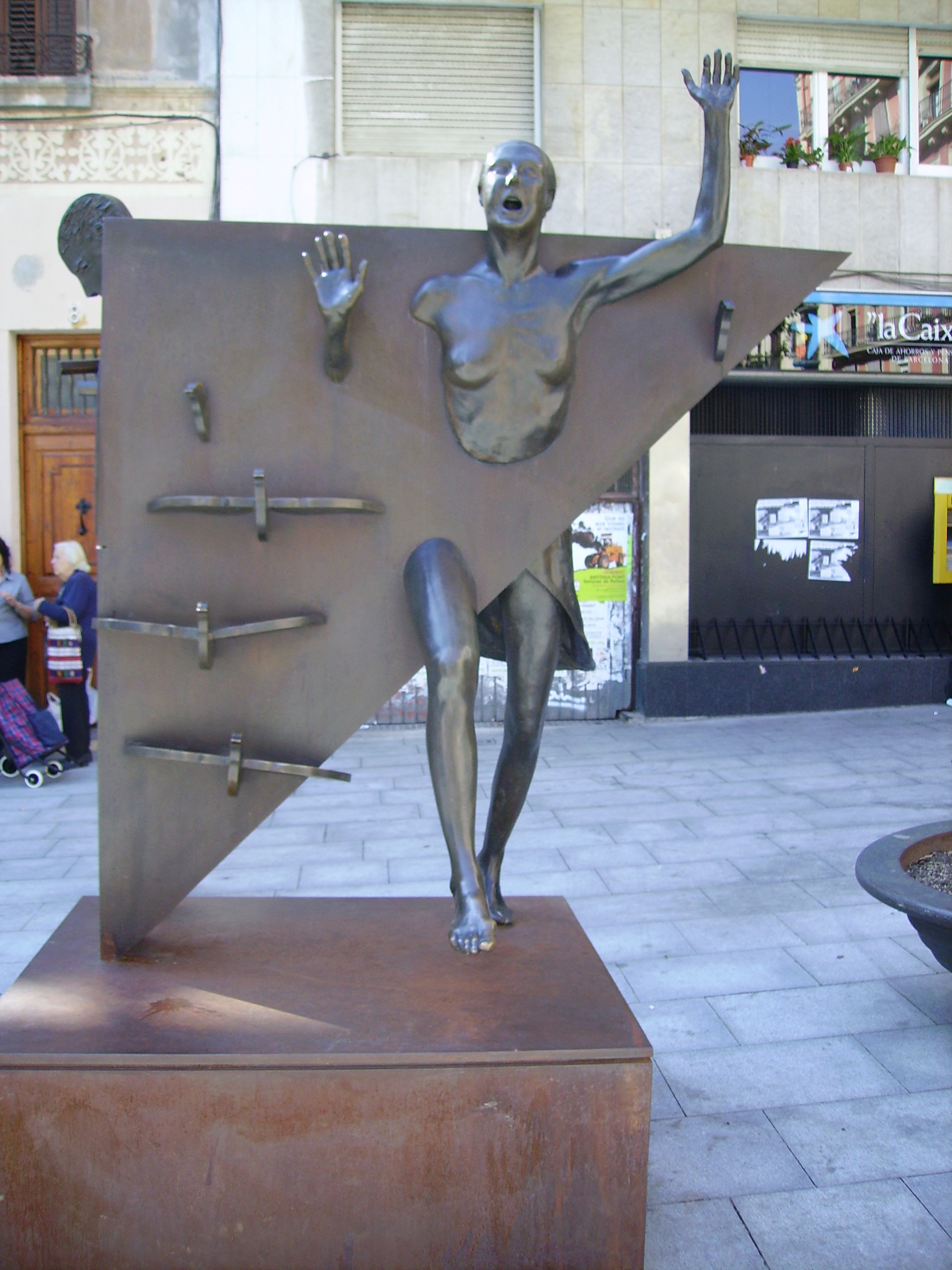
Estatua de La Colometa

La plaza del Diamante es una plaza del barrio de Villa de Gracia de Barcelona, famosa por dar título a la novela La plaza del Diamante de Mercè Rodoreda. 
En homenaje a esta novela la plaza tiene una estatua de Xavier Medina-Campeny que representa la protagonista y sus palomas, por lo que el nombre de la estatua es La Colometa.
El nombre de la plaza se debe a que el terreno fue comprado en 1860 por el regidor de la villa José Rosell, que era joyero. En su honor se dio el nombre de diferentes elementos de joyería a sus propiedades.
Unas obras del 1992 descubrieron un refugio antiaéreo con capacidad para unas 200 personas realizado en la guerra civil española que consiguió 5000 firmas a favor de su preservación.